# Estació de Joanic
Joanic (antigament anomenada Plaza Joanich) és una estació de la L4 del Metro de Barcelona situada sota el carrer Pi i Margall al districte de Gràcia de Barcelona.
L'estació va entrar en servei el 5 de febrer de 1973 com a capçalera del primer tram de la Línia IV entre Joanic i Jaume I, amb el nom de Joanich fins que el 1982 amb la reorganització dels números de línies i canvis de nom d'estacions va adoptar el nom actual.
| Metro de Barcelona     |          |                                              |           |                        |
| Procedència/Destinació | <        | Línia                                        | >         | Procedència/Destinació |
| Trinitat Nova          | Alfons X | Logotip de la Línia 4 del metro de Barcelona | Verdaguer | La Pau                 |

## Accessos
- Carrer Pi i Margall
- Carrer Escorial

## Projectes
El "Pacte nacional per a les infraestructures" i el Pla Director d'Infraestructures 2009-2018 de l'Autoritat del Transport Metropolità (ATM) preveia l'ampliació de la línia 8 del metro de Barcelona fins al Parc del Besòs passant per aquesta estació. Tanmateix, aquest enllaç no es va arribar a produir.